# Rasmus A. Sivertsen
Rasmus Andre Sivertsen(Inderøy, 26 de setembre de 1972) és un director de cinema, editor, productor, animador noruec i antic director de televisió. És copropietari de la productora cinematogràfica Qvisten Animation.

## Vida i carrera
Rasmus Andre Sivertsen va néixer el 26 de setembre de 1972 al municipi d'Inderøy al comtat de Nord-Trøndelag, Noruega. Va estudiar animació al Col·legi Universitari Volda a Møre og Romsdal i es va graduar el 1995. Va fer el seu debut com a director l'any 2001 amb el curtmetratge Guggen - The Big Cheese, i va fer el seu llargmetratge de debut com a codirector Kaptein Sabeltann (2003), basat en la franquícia titular. El 2008 va dirigir Kurt blir grusom per Qvisten Animation, més tard va dirigir dues pel·lícules basades en el personatge infantil Pelle Politibil: Pelle Politibil går i vannet (2009) i Pelle Politibil på sporet (2013). Noruega, les pel·lícules van recaptar 1.524.396 dòlars a partir de 120.816 entrades 2.102.960 $ de 158.029 entrades, respectivament.
Sivertsen va dirigir una trilogia de pel·lícules basades en els personatges de l'univers Flåklypa de Kjell Aukrust, amb Solan i Ludvig com a focus principal de les pel·lícules. La primera pel·lícula, Solan og Ludvig – Jul i Flåklypa, es va estrenar el 2013 i va recaptar 12.313.639 dòlars a nivell internacional. La segona pel·lícula Solan og Ludvig – Herfra til Flåklypa, es va estrenar el 2015 i va rebre 241.472 entrades als cinemes noruecs. La pel·lícula final Månelyst i Flåklypa, es va estrenar el 2018 i va recaptar 4.838.873 dòlars a partir de 422.796 entrades, convertint-se en la segona pel·lícula més taquillera a Noruega d'aquell any. Les tres pel·lícules van rebre crítiques positives, amb elogis especialment dirigits a l'humor i l'animació de les pel·lícules, però amb crítiques centrades en la seva convencionalitat.

## Filmografia

### Llargmetratges
| Any  | Pel·lícula                               | Crèdit             | Ref           |
| ---- | ---------------------------------------- | ------------------ | ------------- |
| 2003 | Kaptein Sabeltann                        | Co-director        | [ 2 ] [ 7 ]   |
| 2008 | Kurt blir grusom                         | Director           | [ 9 ]         |
| 2009 | Pelle Politibil går i vannet             | Director           | [ 11 ]        |
| 2013 | Pelle Politibil på sporet                | Director           | [ 5 ] [ 12 ]  |
| 2013 | Solan og Ludvig – Jul i Flåklypa         | Director           | [ 6 ]         |
| 2015 | Solan og Ludvig – Herfra til Flåklypa    | Director           | [ 6 ]         |
| 2015 | Knutsen & Ludvigsen og den fæle Rasputin | Director           | [ 15 ]        |
| 2016 | Dyrene i Hakkebakkeskogen                | Director           | [ 17 ]        |
| 2018 | Månelyst i Flåklypa                      | Director           | [ 6 ]         |
| 2018 | KuToppen                                 | Productor executiu | [ 19 ] [ 20 ] |
| 2019 | Kaptein Sabeltann og den magiske diamant | Director           | [ 7 ]         |
| 2022 | Helt Super                               | Director           |               |
| 2024 | Spermageddon                             | Co-director        |               |

### Programes de televisió
| Any  | Espectacle | Episodis | Ref |
| ---- | ---------- | -------- | --- |
| 1998 | Lisa       |          |     |
| 2007 | KuToppen   |          |     |
| 2009 | Fanthomas  |          |     |